# Overland Automobile

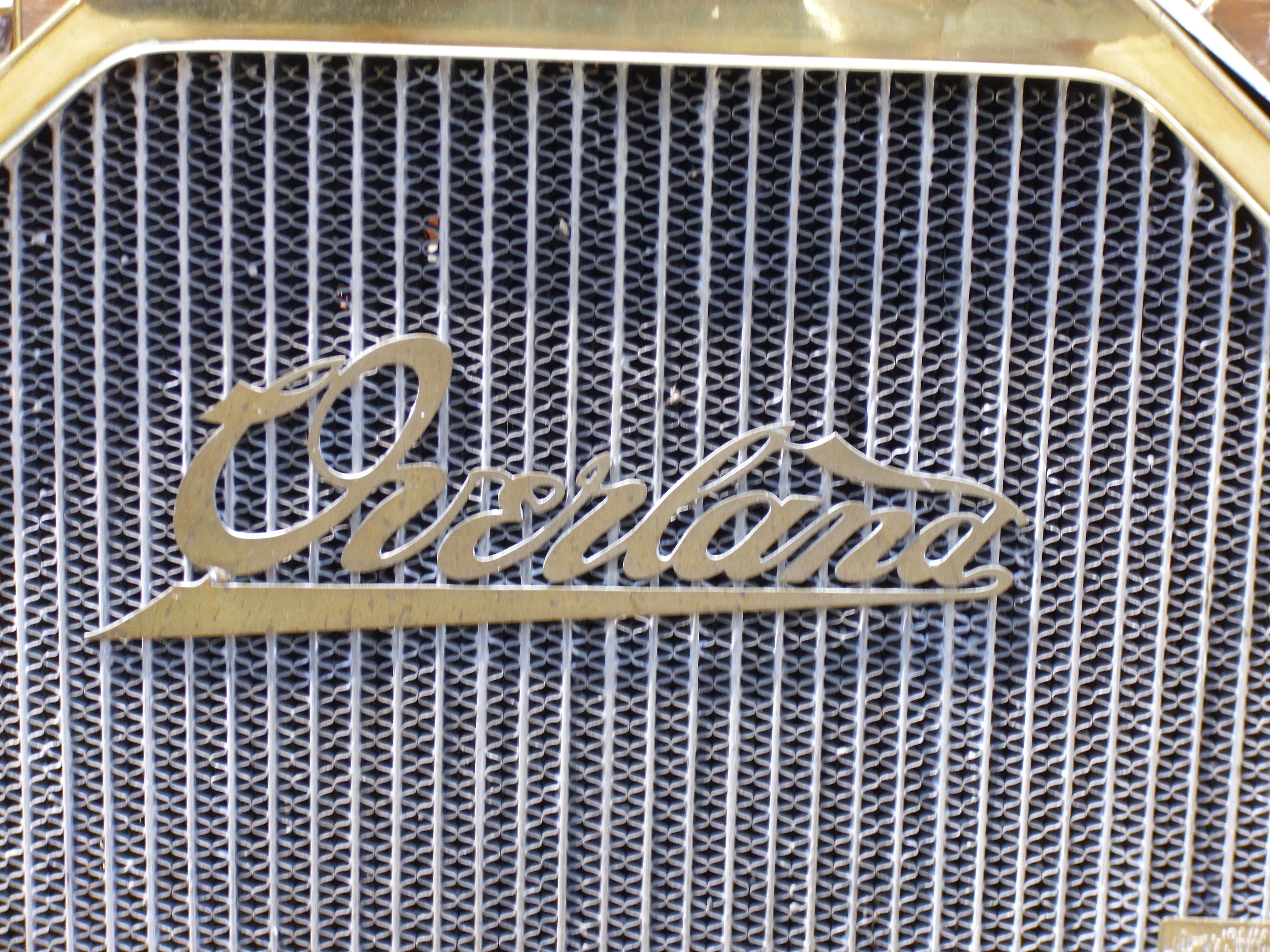
Emblema

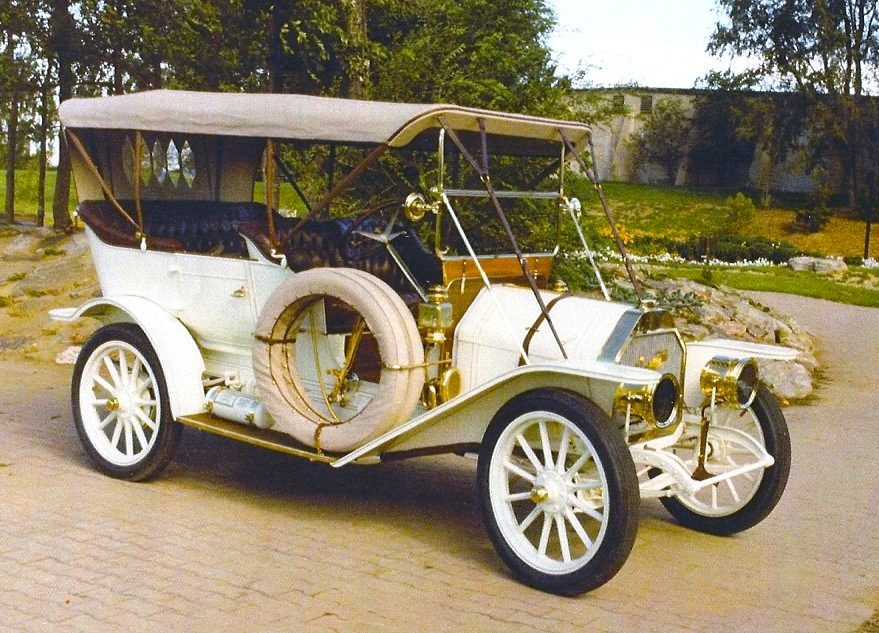
Overland 42 (1910)

A Overland Co. foi um fabricante de automóveis dos Estados Unidos.

## História
A Overland Automobile Runabout foi fundada em 1903 por Claude Cox, egresso do Rose Polytechnic Institute, quando trabalhava na Standard Wheel Company em Terre Haute. Em 1905 a Standard Wheel possibilitou que a instalação da Overland fosse movida para Indianápolis, tornando-se Cox co-proprietário.
Em 1908 a Overland Motors foi adquirida por John Willys. Em 1912 a firma mudou seu nome para Willys Overland.
Os automóveis da Overland foram produzidos até 1926. A partir de então foram produzidos até 1931 os Whippet.

## Modelos
| Ano  | Modelo                                     |
| ---- | ------------------------------------------ |
| 1903 | Modelo 13                                  |
| 1904 | Modelo 13, Modelo 15                       |
| 1905 | Modelo 15, Modelo 17, Modelo 18            |
| 1906 | Modelo 16, Modelo 18                       |
| 1907 | Modelo 22                                  |
| 1908 | Modelo 24                                  |
| 1909 | Modelo 30, Modelo 31, Modelo 32, Modelo 34 |
| 1910 | Modelo 38, Modelo 40, Modelo 41, Modelo 42 |
| 1911 | 20 hp, 25 hp, 30 hp, 40 hp                 |
| 1912 | Modelo 58, Modelo 59, Modelo 60, Modelo 61 |